# Wilhelm Schuppe
Ernst Julius Wilhelm Schuppe, född den 5 maj 1836 i Brieg, död den 29 mars 1913 i Breslau, var en tysk filosof.
Schuppe, som 1873-1910 var professor i Greifswald, var den främste representanten för den riktning i den samtida tyska filosofin, som kallas immanensfilosofin. Hans huvudarbete är Erkenntnistheoretische Logik (1878). Grundtendensen i detta är empirisk med avsöndrande av alla metafysiska konstruktioner. Det finns inget objekt utan subjekt, utan endast medvetandet och dess innehåll, vilka båda förutsätter varandra. Medvetandet är inte en summa av innehållsmoment, utan uppbärs av ett självständigt jag, som han ansåg sig kunna faktiskt konstatera. Till de övriga jagen kan vi endast sluta oss, och tinget är, om det inte fattas som aktuellt innehåll i någons medvetande, endast en möjlighet att under bestämda förutsättningar kunna varseblivas. Ståndpunkten är emellertid inte sensualistisk; till medvetenhetsinnehållet räknar Schuppe även begrepp och känslor med mera. Däremot erkänner han varken några själsförmögenheter eller psykiska akter, utan endast medvetandet och dess innehåll. 
I Grundriss der Ekenntnistheorie und Logik (1894; 2:a upplagan 1910) utvecklar Schuppe närmare sitt antagande även av ett "medvetande över huvud", ett allmänt subjekt, vilket som identiskt ingår i de enskilda jagen. Genom detta allmänna jag blir en viss del av medvetenhetsinnehållet, bland annat rummet och tiden, gemensam för de olika jagen och erhåller objektivitet i förhållande till dem. Schuppe ägnade sig även åt etik och rättsfilosofi i Grundzüge der Ethik und Rechtsphilosophie (1882) samt flera rättsfilosofiska specialarbeten. Det absolut värdefulla är enligt hans åsikt medvetandet, den medvetna existensen. Bland hans övriga skrifter kan nämnas Das metaphysische Motiv und die Geschichte der Philosophie im Umrisse (1882), Die immanente Philosophie (1897), Der Solipsismus (1898), Das System der Wissenschaften und das des Seienden (1898), Was ist Bildung? (1900), Der Zusammenhang von Leib und Seele (1902) och Das Problem der Verantwortlichkeit (1913).